# Przełęcz pod Kiczerą
Przełęcz pod Kiczerą − przełęcz na Pogórzu Przemyskim oddzielająca Pasmo Kalwaryjskie i Masyw Suchego Obycza, położona pomiędzy szczytami Kiczery Wysokiej (575 m n.p.m.) a Żytnego (505 m n.p.m.).

## Szlaki turystyczne
- Niebieski szlak turystyczny Rzeszów – Grybów na odcinku: Jureczkowa – Nad Mszańcem – Przełęcz Wecowska – Przełęcz pod Jamną – Wierch – Przełęcz pod Suchym Obyczem – Suchy Obycz – Przełęcz pod Kiczerą – Kalwaria Pacławska